# Powiat Merseburg-Querfurt
Powiat Merseburg-Querfurt (niem. Landkreis Merseburg-Querfurt) – był do 1 lipca 2007 powiatem w niemieckim kraju związkowym Saksonia-Anhalt. Obecnie tereny należące do powiatu zostały włączone do powiatu Saale.
Stolicą powiatu Merseburg-Querfurt był Merseburg.

## Miasta i gminy
| - 1. Braunsbedra, miasto (11.205) - 2. Querfurt, miasto (12.659) - 3. Schkopau (11.041) |

Wspólnoty administracyjne
| - 1. Wspólnota administracyjna Bad Dürrenberg 1. Bad Dürrenberg, miasto (11.287) 2. Nempitz (307) 3. Oebles-Schlechtewitz (208) 4. Spergau (1.097) 5. Tollwitz (1.218) - 2. Wspólnota administracyjna Bad Lauchstädt 1. Bad Lauchstädt, miasto (4.983) 2. Klobikau (601) 3. Milzau (960) - 3. Wspólnota administracyjna Laucha-Schwarzeiche 1. Delitz am Berge (969) 2. Schafstädt, miasto (2.176) | - 4. Wspólnota administracyjna Leuna-Kötzschau 1. Friedensdorf (325) 2. Günthersdorf (Saksonia-Anhalt)Günthersdorf (1.280) 3. Horburg-Maßlau (555) 4. Kötschlitz (927) 5. Kötzschau (1.986) 6. Kreypau (337) 7. Leuna, miasto (6.918) 8. Rodden (254) 9. Wallendorf (Saksonia-Anhalt) (957) 10. Zöschen (1.036) 11. Zweimen (323) - 5. Wspólnota administracyjna Merseburg 1. Beuna (Geiseltal) (1.009) 2. Geusa (1.488) 3. Merseburg, miasto (34.411) - 6. Wspólnota administracyjna Oberes Geiseltal 1. Mücheln (Geiseltal), miasto (9.219) 2. Oechlitz (562) | - 7. Wspólnota administracyjna Weida-Land 1. Albersroda (467) 2. Alberstedt (501) 3. Barnstädt (1.179) 4. Esperstedt (675) 5. Farnstädt (1.219) 6. Nemsdorf-Göhrendorf (985) 7. Obhausen (1.857) 8. Schraplau, miasto (1.285) 9. Steigra (867) |

## Demografia
- 1990 - 147.259
- 1995 - 143.422
- 2000 - 138.773
- 2001 - 137.396
- 2002 - 135.525
- 2003 - 133.888
- 2004 - 132.634
- 2005 - 132.205